# Dame N’Doye
Dame N'Doye (Thiès, 1985. február 21. –) szenegáli labdarúgó, a dán København csatára.

## Sikerei, díjai

### Klub
- København
  - Dán bajnok: 2008–09, 2009–10, 2010–11
  - Dán kupa: 2008–09, 2011–12

### Egyéni
- Dán bajnokság gólkirály: 2010–11, 2011–12
- København – Az év játékosa: 2010–11